# Баньос

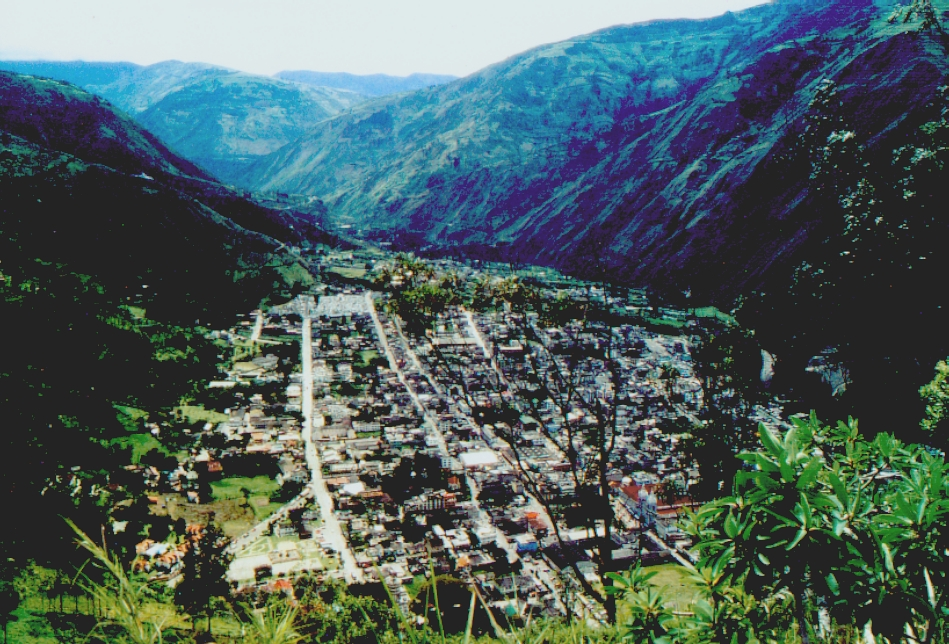

Баньос (Baños) — город в Эквадоре, который находится в провинции Тунгурауа в восточных Андах. Население составляет около 18 000 человек. Город расположен у подножья вулкана Тунгурауа.
В 1999 году правительство полностью эвакуировало население города в связи с предупреждением вулканологов о предстоящем извержении вулкана Тунгурауа. Город остался невредимым и всего лишь покрытым слоем пепла, поэтому несколько месяцев спустя жители смогли добиться от властей права на возвращение.

## Достопримечательности
В городе берет начало трасса Баньос — Пуйо, названная местными жителями "Дорогой водопадов". В 17,6 километрах от Баньоса находится самый популярный из водопадов — Пайлон-дель-Дьябло.